# Pankrti
Pankrti so slovenska punk rock skupina iz Ljubljane. Nastala je 1977, razpadla pa leta 1987. Leta 2007 in še nekajkrat so se spet združili za nekaj večjih nastopov.
Sestavljali so jo Peter Lovšin, Gregor Tomc, Boris Kramberger, Dušan Žiberna, Bogo Pretnar, Mitja Prijatelj, Slavc Colnarič, Marc Kavaš, Rok Pogačnik in na nekaj koncertih tudi Matjaž Gantar. Med svojim deset letnim delovanjem so Pankrti posneli 10 plošč, od tega 5 velikih studijskih. Znani so bili zaradi provokativnih in političnih besedil. Imenovali so jih tudi »prva punk skupina za železno zaveso«.

## Zgodovina
Gregor Tomc in Peter Lovšin, prijatelja s Kodeljevega, sta se leta 1977 odločila ustanoviti skupino. Lovšin je že prej pisal zelo provokativne pesmi in kar slutilo se je, da bo iz tega nekaj nastalo. Imena se je spomnil Gregor Tomc. Pankrti so bili od vsega začetka pod vplivom britanskega punka, čeprav so imeli svoj unikaten zvok in tudi besedila niso bila tako direktna kot britanska. Tomc in Lovšin sta glavna avtorja skupine, saj sta napisala večino pesmi. Tomc je deloval kot menedžer skupine, Lovšin pa kot pevec in tekstopisec. Pankrti so prvič nastopili leta 1977 v Gimnaziji Moste z basistom Juretom Krašovcem, kjer so se predstavili tudi s priredbami skupin Sex Pistols, The Clash in New York Dolls ter z lastnimi skladbami.
Prvo LP ploščo  z imenom Dolgcajt so izdali leta 1980. Med najbolj znanimi skladbami s te plošče so bile "Totalna revolucija", "Lublana je bulana", "Jst sm na liniji" in "Anarhist". O plošči in njeni pomembnosti za zgodovino jugoslovanske in slovenske rock glasbe je bil leta 2007 posnet tudi film Igorja Zupeta z imenom Dolgcajt. 
Leta 1982 izdajo drugo ploščo z naslovom Državni ljubimci. Plošča je prejela takrat najpomembnejše priznanje na področju kulture v Jugoslaviji, 7- sekretar SKOJ.a.
Kmalu zatem izdajo ploščo Rdeči album, s katere prihaja ena njihovih bolj znanih pesmi, izvedba protestne pesmi Bandiera rossa.  Pankrti do takrat veljajo že za veliko jugoslovansko skupino, koncertov je veliko, koncertirajo tudi v Nemčiji, na Poljskem, Švedski, Italiji in vmes posnamejo ploščo Pesmi sprave, ki je za takratni čas pomenila odmik od klasičnega tršega zvoka in vsebovala velike uspešnice, kot so "Osmi dan", "Zvečer v mestu", "Sistem svobode"...
Njihov peta in zadnja velika plošča z naslovom Sexpok je izšla leta 1987. S te plošče so najbolj znane pesmi "Adijo Ljubljana", "Zadnja ljubezenska pesem" in "Bratje in sestre".  
Isto leto Pankrti organizirajo poslovilni koncert v razprodani Hali Tivoli z naslovom Zadnji pogo v Ljubljani.  
Pankrti so bili zelo popularni v vsej Jugoslaviji predvsem na začetku osemdesetih let, ko se je predvsem zaradi njihovega vpliva razširil jugoslovanski novi val. Uspehe so nizali predvsem v Ljubljani, Zagrebu in Beogradu. 
Med letoma 1977 in 1987 so Pankrti veljali za vodilni slovenski rock bend, hkrati pa veljajo za nekakšen detonator, ki je sprožil verižno reakcijo ne le v mladinski subkulturi, pač pa tudi v širši družbeni skupnosti: 
Dr. Tine Hribar, prvi urednik Nove revije, je pred par leti v zborniku, ki je izšel ob 25-letnici punka, zapisal, da brez stresa, ki ga je v politiki in kulturi ob koncu sedemdesetih povzročilo razgrajanje Pankrtov, tudi pobude za Novo revijo ne bi bilo. "Še več, vse bolj sem prepričan, da brez Pankrtov in valovanja, ki se je širilo za njimi in okoli njih, komunistična oblast sploh ne bi pristala na začetek izhajanja Nove revije sredi leta 1982."
Pankrti so se po uradnem razpadu, ki se je zgodil 10. decembra 1987, 21. junija 1988 ponovno zbrali in nastopili pred 30.000 obiskovalci na zborovanju v podporo četverici JBTZ na ljubljanskem Kongresnem trgu.
Leta 2007 naredijo povratek in v razprodani Hali Tivoli odigrajo skoraj triurni koncert. Gost na koncertu in kasneje na turneji je bil Ivan Krall, dolgoletni kitarist in soavtor v skupini Patti Smith. Uspešno zgodbo nadgradijo s turnejo po bivši skupni državi, kjer prav tako napolnijo znane koncertne dvorane kot so Tvornica v Zagrebu in kulturni dom v Beogradu.
Pankrtom v spomin je leta 2007 Slovenski muzej moderne zgodovine priredil enomesečno fotografsko razstavo, kar se je zgodilo prvič v Sloveniji, da je glasbena skupina dobila svojo razstavo v tem muzeju.
Leta 2009 kot prvi igrajo v prenovljenem Kinu Šiška, kjer je pri ustanovitvi, takšne kakršno poznamo danes, aktivno sodeloval tudi Peter Lovšin, saj je z Gregorjem Tomcem, Igorjem Vidmarjem in Acom Razbornikom ustanovil Odbor za rokenrol, čigar glavna naloga je bila prenova Kina Šiške in postavitev kulturnega centra. Tomc je zaradi te naloge tudi uspešno kandidiral v ljubljanski mestni svet.
Leta 2010 v Beogradu igrajo na trdnjavi Kalamegdan in na festivalu Beerfest pred 100.000 ljudmi.
V letih 2011 in 2012 igrajo na večjih koncertih po vsej Sloveniji, vendar ob Lovšinovi solo karieri izbirajo samo nekatere bolj zanimive.
Pankrti v naslednjih letih nastopijo na večjih festivalih kot so Exit, Lake Fest (Niš) in Špancir fest (Varaždin).
Konec leta 2016 po 30 letih izdajo novo ploščo, Live in Kalamegdan, ki sta ji dodane remasterizirane skladbe Slovan in Adijo Ljubljana. Na dan izida plošče najavijo velik koncert ob 40 letnici skupine v ljubljanskih Stožicah.
Maja 2017 prejmejo plaketo Mestne občine Ljubljana za izjemen kulturni doprinos mestu Ljubljana.
Junija 2017 nastopijo na strehi muzeja sodobne umetnosti v Zagrebu in ob tej priložnosti jih hrvaški časopis Jutranji list poimenuje kar "najboljša rock skupina na svetu".
Razprodana Arena Stožice je bila 20. oktobra 2017 prizorišče jubilejnega koncerta ob 40. obletnici skupine, na koncertu se jim je kot gost pridružil tudi bas kitarist skupine Sex Pistols, Glen Matlock. Po koncertu nastopijo še na krajši turneji po Sloveniji. Decembra 2017 pa so izdali še studijski album s posnetki iz koncerta pod naslovom Pankrti Stožice 2017 - Gospodje jest vam ne verjamem.
Leta 2022 ob 45 letnici skupine nastopijo v razprodani Hali Tivoli na koncertu z naslovom Tovariši, jas vam ne verjamem .
Istega leta pa sledi še Turneja Pomirjenja]] s koncerti na Rijeki, v Puli in v Zagrebu in izdaja istoimenskega albuma s posnetki s koncerta v Moše Pijade leta 1985 v Zagrebu.
Za dosežke na področju kulture in vplivu, ki so ga imeli na glasbeno zgodovino ter družbene spremembe, prejmejo leta 2024 s strani predsednice republike Slovenije, Nataše Pirc Musar, državno odlikovanje.

## Diskografija
- Lepi in prazni (1978, ŠKUC)
- Dolgcajt (1980, RTV Ljubljana)
- Novi punk Val (1981)
- Namesto tebe (1981, RTV Ljubljana)
- Državni ljubimci (1982, RTV Ljubljana)
- Svoboda 82 (1982, Helidon)
- Rdeči album (1984, RTV Ljubljana)
- Pesmi sprave (1985, RTV Ljubljana)
- Slovan (1985, Slovan)
- Sexpok (1987, RTV Ljubljana)
- Zbrana dela (1992, ZKP RTV Slovenija)
- Zbrana dela II (~1994, Nika distribucija)
- Zaboj (antologija 77-78)
- Totalna revolucija, Kalamegdan live 2010 (2016)
- Pankrti Stožice 2017 - Gospodje jest vam ne verjamem (v živo, 2017)

## Največje uspešnice
- Lublana je bulana
- Bandiera Rossa
- Janez kranjski Janez
- Osmi dan
- Totalna revolucija
- Jst sm na liniji
- Lepi in prazni
- Anarhist
- Metka
- Adijo Ljubljana
- Zvečer v mestu
- Za železno zaveso
- Gospodar
- Umazane igre
- Bratje in sestre
- Zadnja ljubezenska pesem
- Slovan, himna

## Odmevi o Pankrtih
- Decembra 2007 je bila v muzeju moderne zgodovine v Ljubljani postavljena fotografska razstava posvečena Pankrtom.
- O njihovi prvi plošči Dolgcajt je bil leta 2006 posnet nagrajeni dokumentarni film z istoimenskim naslovom (Zupe).
- V hrvaškem filmu Sretno dijete so bili ob Azri, Bjelom dugmetu eni glavnih akterjev, predstavljeni so bili kot prva punk skupina v Jugoslaviji.
- Po naslovu skladbe Pankrtov Totalna revolucija je bil posnet dokumentarni film o punkrocku na Slovenskem.
- Legendarni DJ John Peel jih je na radiu BBC predstavil britanski publiki.
- Revija NME je o njih pisala, kot o najbolj odmevni novovalovski skupini iz Balkana.
- O Pankrtih in njihovih vplivih na gibanje Novi val ter nastanek punka v Jugoslaviji je bilo napisanih več knjig in raziskovalnih del.
- Njihov prvi singl, ki je izšel v 2000 primerkih, je v Los Angelesu kupil tudi Jello Biafra, pevec legendarne skupine Dead Kennedys
- Rock skupina Azra (skupina) se v skladbi Balkan referiralna na Pankrte z verzom: "Brijem bradu, brkove, da ličim na Pankrte".
- El Bahate, Ritam nereda, Gušti in Polona, Srečna mladina in drugi so Pankrtom v čast leta 2006 izdali ploščo priredb Pankrti 2006
- Punk skupina Racija pa je parodirala skladbo Pankrtov v svoji pesmi »To ni bla Metka"
- Na plošči Rock Partyzani (Klinar, Predin) iz leta 2007 so Pankrtom posvetili prve kitice singla, poleg tega pa še cel mix sestavljen iz njihovih najbolj znanih komadov.